# Présidence de James Madison
4e président des États-Unis
Présidence de Thomas Jefferson Présidence de James Monroe
La présidence de James Madison débuta le 4 mars 1809, date de l'investiture de James Madison en tant que 4e président des États-Unis, et prit fin le 4 mars 1817. Membre du Parti républicain-démocrate, Madison accéda à la présidence après avoir remporté l'élection présidentielle de 1808 par une confortable avance sur son adversaire fédéraliste Charles Cotesworth Pinckney. Quatre ans plus tard, il fut réélu face à DeWitt Clinton mais avec une marge plus réduite. Son mandat fut essentiellement marqué par la guerre de 1812 contre le Royaume-Uni. Son secrétaire d'État James Monroe lui succéda à la Maison-Blanche.
La présidence de Madison fut en grande partie conditionnée par le déroulement des guerres napoléoniennes sur le continent européen. Les marchands américains avaient initialement profité de ce conflit en intensifiant leurs activités maritimes mais les Anglais et les Français commencèrent à s'en prendre aux navires américains afin de mettre un coup d'arrêt aux échanges commerciaux. En réponse aux attaques perpétrées par la marine anglaise sur la navigation américaine et à la méthode de la « presse » utilisée par la Grande-Bretagne dans le recrutement de ses équipages, les États-Unis déclarèrent la guerre au Royaume-Uni en 1812. La préparation américaine dans ce conflit fut désastreuse car le pays ne disposait pas des moyens militaires ou financiers suffisants et ses troupes échouèrent à conquérir le Canada. En 1814, les Britanniques s'emparèrent de Washington et incendièrent la Maison-Blanche ainsi que le Capitole.
Les États-Unis remportèrent toutefois plusieurs combats navals et écrasèrent la révolte des tribus amérindiennes alliées aux Anglais. Peu après la bataille de la Nouvelle-Orléans, qui se solda par une victoire décisive de l'armée américaine, les hostilités prirent fin avec la ratification du traité de Gand. Alors que ce dernier rétablissait une forme de statu quo entre les belligérants, le contexte dans lequel se déroula la signature du traité persuada de nombreux Américains que leur pays était le grand vainqueur de la guerre et la popularité de Madison monta en flèche. Le Parti fédéraliste déclina fortement sur la scène politique nationale après l'issue victorieuse de la guerre de 1812, à laquelle il s'était opposé.
Madison était entré en fonction avec l'intention de préserver l'héritage politique de son prédécesseur, Thomas Jefferson, qui prônait un interventionnisme limité du gouvernement fédéral. Néanmoins, en raison de la guerre, Madison se montra de plus en plus partisan d'une augmentation des droits de douane et des dépenses militaires et soutint la création de la deuxième banque des États-Unis. Malgré l'opposition des constitutionnalistes radicaux comme John Randolph, une grande partie de son programme d'après-guerre fut adoptée. Madison était très populaire au moment de quitter ses fonctions et son successeur désigné, James Monroe, fut élu sans grande difficulté. En dépit de sa gestion controversée de la guerre de 1812, Madison est généralement considéré par les historiens et les politologues comme un président supérieur à la moyenne.

## Élection présidentielle de 1808

Résultats de l'élection présidentielle de 1808.

Le deuxième mandat de Thomas Jefferson en tant que président des États-Unis touchant à sa fin, et sitôt connue la décision de Jefferson de se retirer des affaires politiques, James Madison émergea comme le principal candidat du Parti démocrate-républicain en vue de l'élection présidentielle de 1808. La candidature de Madison fut cependant contestée en interne par le représentant John Randolph, chef d'un groupe démocrate-républicain appelé les tertium quids qui s'opposait régulièrement aux politiques mises en œuvre par Jefferson. Une autre faction du parti soutint la candidature du vice-président sortant George Clinton.
Lors du caucus du nomination au Congrès, Madison battit Clinton et le candidat présenté par les tertium quids, James Monroe. Le Parti fédéraliste avait vu son influence décliner partout en dehors de la Nouvelle-Angleterre et Madison remporta facilement l'élection générale face à son candidat Charles Cotesworth Pinckney. Madison récolta 122 voix contre 47 à Pinckney et 6 à Clinton. Ce dernier fut aisément réélu à la vice-présidence contre son adversaire fédéraliste Rufus King. Les débats tournèrent essentiellement autour de l’Embargo Act of 1807 qui avait décrété un embargo sur tous les navires allant ou venant dans les ports américains. L'interdiction des exportations mit à mal l'économie du pays et raviva l'opposition fédéraliste, particulièrement en Nouvelle-Angleterre qui était fortement tributaire du commerce.

## Composition du gouvernement
Lors de son arrivée au pouvoir en 1809, Madison déclencha une vaste polémique en annonçant son intention de nommer le secrétaire au Trésor Albert Gallatin au poste de secrétaire d'État. Madison décida de ne pas se disputer avec le Congrès au sujet de cette nomination mais il conserva tout de même Gallatin, qui avait servi sous la précédente administration Jefferson, à la tête du département du Trésor. Suisse d'origine et homme politique talentueux, Gallatin fut à la fois le confident et le principal conseiller de Madison et il joua un rôle essentiel dans la mise en oeuvre de son programme politique. Les autres membres du gouvernement furent choisis davantage sur la base de leur loyauté et de la nécessité d'équilibrer géographiquement le cabinet qu'en fonction de leurs compétences réelles et ils ne jouèrent qu'un rôle réduit au sein de l'administration. La seule expérience militaire du secrétaire à la Guerre William Eustis était d'avoir servi comme chirurgien pendant la guerre d'indépendance américaine tandis que le secrétaire à la Marine Paul Hamilton était un alcoolique. À la demande de l'influent sénateur Samuel Smith, Madison se résigna à nommer le frère de ce dernier, Robert Smith, en tant que secrétaire d'État, bien que le président n'eût aucune affection pour les deux hommes. De son côté, le vice-président Clinton s'activa en sous-main à saper le travail de l'administration. Devant composer avec un gouvernement rempli d'individus dont il se méfiait, Madison ne se réunissait que rarement avec son cabinet et préférait s'entretenir seul-à-seul avec Gallatin.
En mauvais termes avec Gallatin, Smith fut renvoyé en 1811 au profit de James Monroe, qui s'affirma comme une figure majeure de l'administration. Après la réélection de Madison, de nouvelles personnalités intégrèrent le cabinet : Hamilton fut remplacé par William Jones et Eustis par John Armstrong, Jr., à la consternation de Monroe qui détestait Armstrong. Pendant la guerre de 1812, Gallatin fut envoyé comme ambassadeur de la paix en Europe et fut provisoirement remplacé au Trésor par Jones, puis par George W. Campbell et enfin par Alexander J. Dallas. Madison, exaspéré par les déboires d'Armstrong à la tête du ministère de la Guerre, le congédia et offrit son poste à Monroe. Richard Rush, Benjamin Crowninshield et Dallas rejoignirent à leur tour le cabinet en 1814 et celui-ci put fonctionner pour la première fois de manière efficace et harmonieuse.

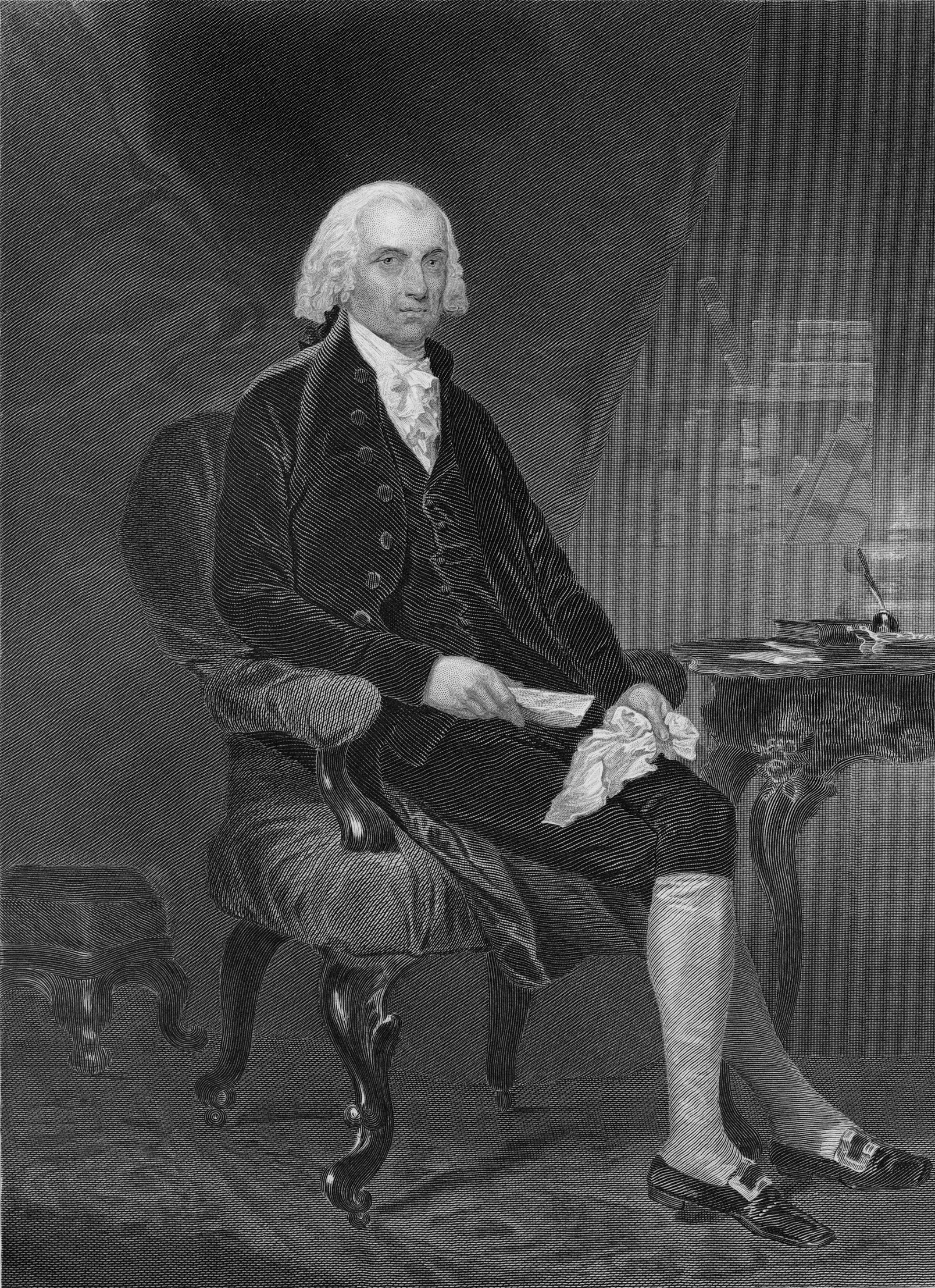
Le président Madison dans son cabinet de travail.

## Nominations judiciaires
Madison nomma deux juges à la Cour suprême sous sa présidence. Une première vacance se produisit à la fin de l'année 1810 avec la mort du juge associé William Cushing. Étant donné que les juges de la Cour suprême étaient souvent amenés, à l'époque, à se déplacer dans différents districts pour y exercer leurs fonctions de magistrat ― en vertu de la pratique du circuit riding ―, Madison était dans l'obligation de remplacer Cushing, qui vivait dans le Massachusetts, par un individu originaire de Nouvelle-Angleterre. Cependant, les éventuels candidats locaux dont le positionnement politique et idéologique était semblable à celui de Cushing n'étaient pas très nombreux. Sur la recommandation de Jefferson, Madison offrit tout d'abord le poste à l'ancien procureur général Levi Lincoln, mais celui-ci refusa en raison d'une santé fragile. Le président se tourna alors vers Alexander Wolcott, proche des républicains-démocrates, mais la nomination de ce dernier fut rejetée par le Sénat. Un troisième candidat, l'ambassadeur américain en Russie John Quincy Adams, déclina également la proposition afin de ne pas compromettre ses ambitions présidentielles. En dépit des objections de Jefferson, Madison jeta finalement son dévolu sur Joseph Story, un jeune avocat républicain-démocrate qui avait voté contre les lois sur l'embargo au cours de son unique mandat à la Chambre des représentants. Le Sénat approuva le choix de Story et celui-ci siégea à la Cour jusqu'en 1845. En 1811, Madison dut trouver un nouveau juge pour combler la mort de Samuel Chase ; il proposa le nom de Gabriel Duvall le 15 novembre. Le Sénat ratifia la décision du président le 18 et Duvall prit ses fonctions le même jour. Toutefois, contrairement aux espérances de Jefferson et de Madison qui souhaitaient diminuer l'influence du juge en chef John Marshall au sein de la Cour, les nominations de Madison ne modifièrent pas les tendances fédéralistes de l'institution.

## De 1809 à 1812

### Politiques économiques d'avant-guerre

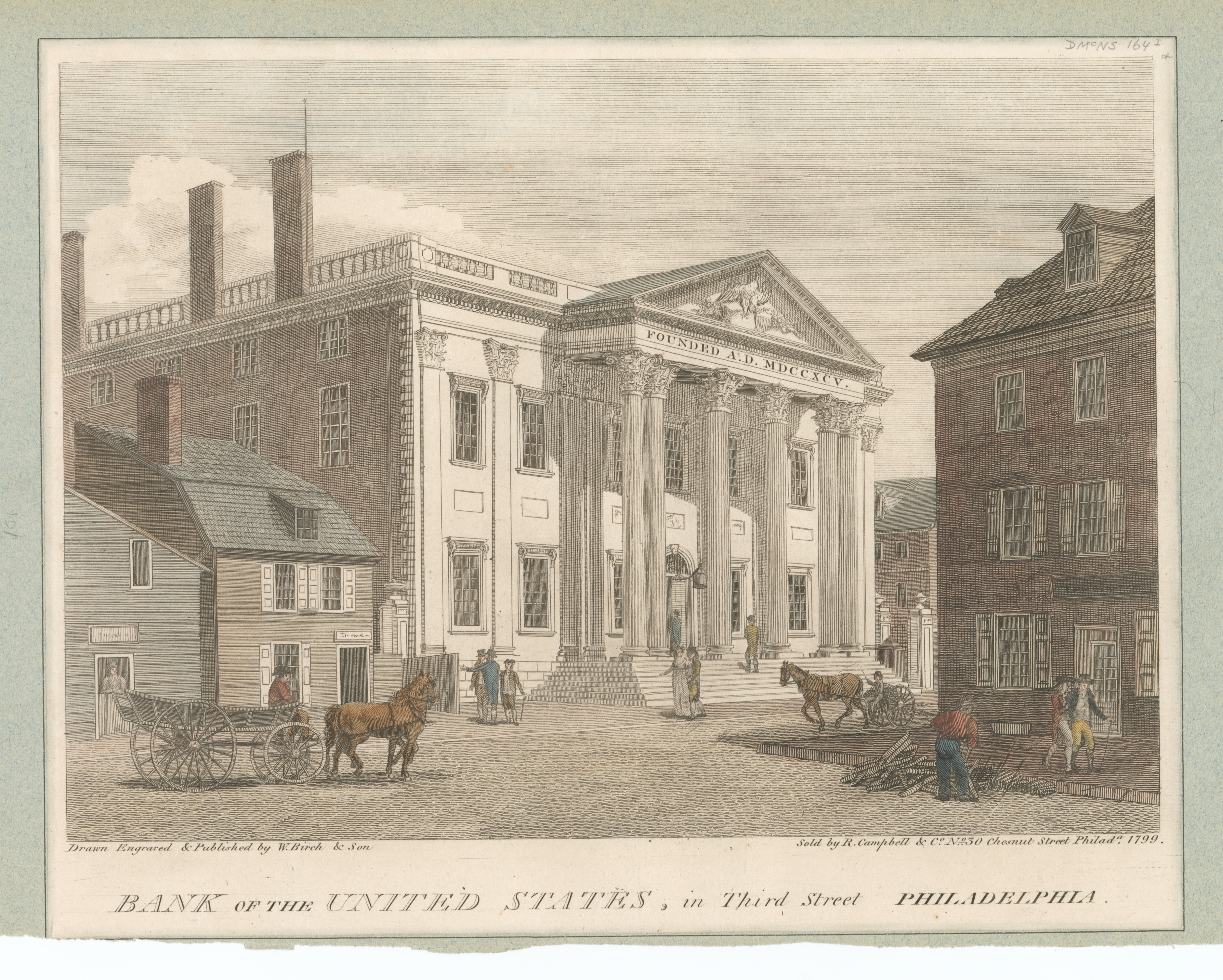
La Première banque des États-Unis à Philadelphie. Gravure de Thomas Birch, 1799.

Madison se plaça d'emblée en continuateur de la politique de Jefferson. Dans son discours d'investiture, il préconisa une baisse des impôts et une réduction de la dette nationale. L'une des questions les plus urgentes auxquelles Madison fut confronté à son entrée en fonction était celle de la First Bank of the United States, dont la charte accordée pour vingt ans devait arriver à échéance en 1811. Un autre enjeu majeur était l'économie qui était entrée en déclin à la fin de la présidence de Jefferson. Gallatin était favorable au renouvellement de la charte de la banque puisque cette dernière était une source de capitaux importante ainsi qu'un endroit sûr pour déposer les fonds du gouvernement, surtout en période de difficultés économiques. Cependant, la majorité des républicains-démocrates étaient hostiles à la First Bank dont la mission avait été, selon eux, dénaturée au profit des élites citadines. Madison ne prit aucune position tranchée sur le sujet et le Congrès laissa la charte de la banque arriver à son terme. Au cours des cinq années suivantes, le nombre de banques à charte d'État fit plus que tripler, nombre d'entre elles émettant leurs propres billets de banque. Ces billets occupèrent rapidement un rôle central dans le système monétaire américain car le gouvernement fédéral n'émettait pas de monnaie papier à cette époque.

### Floride occidentale
Sous la présidence de Jefferson, le gouvernement américain avait vainement essayé d'obtenir de l'Espagne la cession de la Floride occidentale, en affirmant que ce territoire était compris dans l'achat de la Louisiane. Devenu président, Madison continua de soutenir cette revendication. L'Espagne, embourbée depuis 1808 dans une guerre d'indépendance meurtrière face aux Français, n'était alors pas en mesure de contrôler efficacement ses colonies du Nouveau Monde, notamment les Florides occidentale et orientale. De son côté, Madison était inquiet à l'idée d'une mainmise britannique sur la région, laquelle, conjuguée à la possession du Canada, donnerait à Londres le contrôle de territoires au nord et au sud des États-Unis. Cependant, le président ne souhaitait pas entrer en guerre contre l'Espagne au sujet de la Floride par crainte d'une intervention britannique ou française.
Usant de moyens détournés, Madison dépêcha un représentant du nom de William Wykoff en Floride occidentale afin de convaincre les colons de réclamer l'annexion de la région par les États-Unis. En partie sous l'incitation de Wykoff, la population locale organisa une convention à St. Johns Plains en juillet 1810. La plupart des personnes désignées pour siéger à la convention étaient nées en territoire américain et, de ce fait, prônaient l'indépendance vis-à-vis de l'Espagne, mais le risque d'une intervention militaire espagnole en cas de sécession était grand. En septembre 1810, informée des tractations du gouverneur espagnol de Floride occidentale auprès du gouvernement de Madrid pour obtenir un appui armé, une milice composée de Floridiens de l'Ouest et dirigée par Philemon Thomas captura le fort espagnol de Baton Rouge. À la suite de cet événement, les délégués à la convention de St. Johns Plains proclamèrent la république de Floride occidentale et demandèrent à Madison le soutien de l'armée pour empêcher d'éventuelles représailles espagnoles.
Le gouverneur du territoire du Mississippi, David Holmes, déploya de sa propre initiative des contingents de soldats américains en Floride occidentale. En octobre, Madison annonça que les États-Unis occupaient la nouvelle république fraîchement créée et que celle-ci était réunie au Territoire d'Orléans. L'Espagne conservait néanmoins le contrôle de la partie de la Floride occidentale située à l'est du fleuve Perdido. Madison chargea également George Mathews de fomenter une rébellion contre l'Espagne dans l'est de la Floride et dans les secteurs demeurés sous souveraineté espagnole à l'ouest de la région, mais cette tentative se solda par un échec. L'Espagne abandonna par la suite ses revendications sur la Floride occidentale lors du traité d'Adams-Onís de 1819.

### Affaire Wilkinson

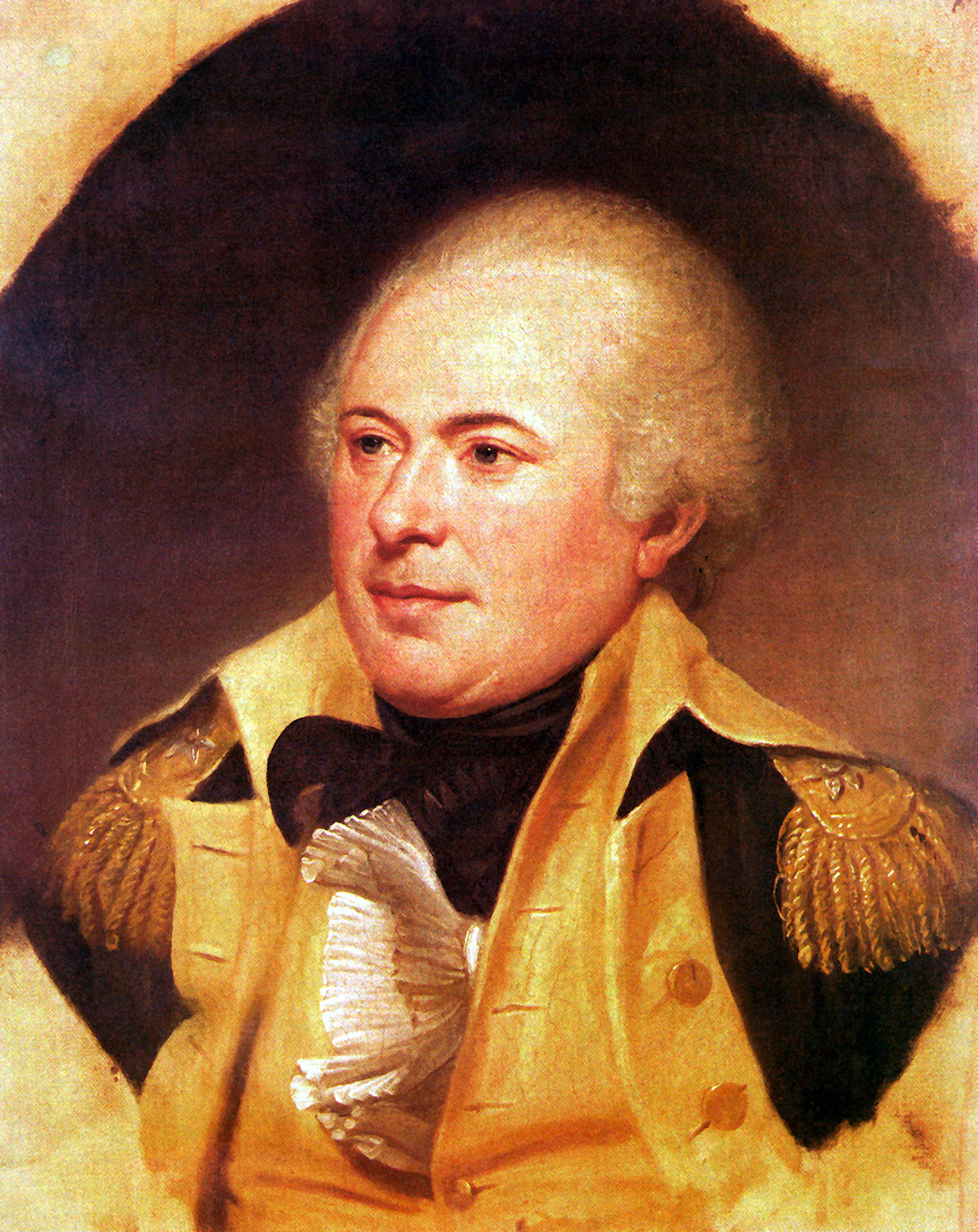
Portrait du général James Wilkinson par Charles Willson Peale, 1797.

En 1809, le général James Wilkinson, gouverneur du territoire de Louisiane depuis 1805, fut nommé commandant de Terre aux Bœufs, sur la côte louisianaise, afin de protéger les États-Unis d'une éventuelle invasion. Wilkinson était toutefois un officier incompétent et peu aimé de ses soldats qui se plaignaient de son manque d'efficacité, de la mauvaise qualité des équipements et des conditions sanitaires exécrables (la malaria, la dysenterie et le scorbut faisaient des dizaines de victimes chaque jour). Le général formula des excuses et une enquête parlementaire le concernant fut classée sans suite. En raison du poids politique de Wilkinson en Pennsylvanie, Madison maintint ce dernier à son poste mais Wilkinson fut défait à deux reprises par les Britanniques lors de la guerre de 1812 et définitivement congédié la même année. Pour l'historien Robert A. Rutland, l'affaire Wilkinson fut en partie responsable des dysfonctionnements du commandement américain au début de la guerre de 1812.

## Guerre anglo-américaine de 1812

### Prélude à la guerre
Depuis les années 1790, les guerres de la Révolution française puis la lutte des puissances européennes contre la France de Napoléon Bonaparte embrasaient l'Europe. Sur terre, la défaite des Austro-Russes à la bataille d'Austerlitz en 1805, suivies d'autres campagnes victorieuses de Napoléon, apportèrent une relative stabilité mais les tensions étaient toujours aussi vives en haute mer, où les États-Unis continuaient d'entretenir des relations commerciales avec la France et le Royaume-Uni. La situation fut, dans un premier temps, plutôt profitable aux Américains qui accrurent leurs échanges maritimes et négocièrent avec Napoléon la vente de la Louisiane. En 1807 toutefois, les Britanniques édictèrent plusieurs décrets en conseil qui imposaient un blocus à l'Empire napoléonien. En rétorsion, les Français annoncèrent que tous les navires américains qui visitaient les ports britanniques étaient susceptibles d'être arraisonnés, mais cette mesure ne fut guère suivie d'effet compte tenu de la suprématie de la Grande-Bretagne sur les mers depuis la bataille de Trafalgar en 1805.
L'administration Jefferson réagit aux attaques perpétrées contre le commerce américain en adoptant la loi sur l'embargo de 1807, qui suspendait le commerce avec l'Europe. Le Congrès abrogea néanmoins cette loi peu avant l'investiture de Madison en tant que président. Au début de l'année 1809, le Congrès vota à la place le Non-Intercourse Act qui rétablissait le commerce avec les puissances étrangères, à l'exception de la France et de la Grande-Bretagne. En dehors des liens économiques qui unissaient Washington et Paris, la principale pomme de discorde entre la Grande-Bretagne et les États-Unis concernait l'enrôlement forcé de marins américains par les autorités britanniques, selon la méthode dite de la « presse ». Du fait de l'état de guerre qui existait avec la France, de nombreux sujets britanniques étaient contraints par leur gouvernement à servir dans la Royal Navy. Pour échapper à cette obligation, des milliers d'entre eux s'engageaient à bord des navires marchands américains. Les Britanniques, incapables de tolérer une telle perte de main-d'œuvre, capturèrent à plusieurs reprises des bâtiments américains et embrigadèrent manu militari leurs équipages, parmi lesquels se trouvaient des citoyens américains. Ces procédés ulcéraient les Américains qui refusèrent malgré tout de prendre des mesures pour limiter leur ampleur ; la décision qui aurait consisté, par exemple, à ne plus recruter de sujets du roi George III dans la flotte marchande se heurta à l'hostilité des milieux économiques pour qui la technique de la « presse » était globalement moins coûteuse que d'avoir à renoncer aux services de marins britanniques.

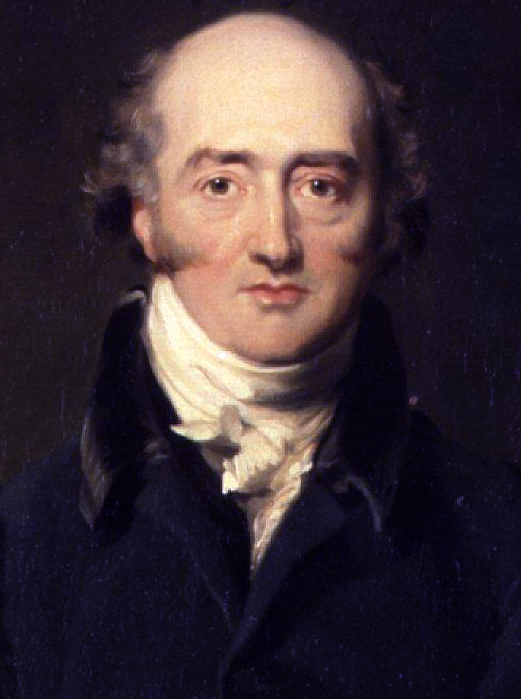
George Canning, ministre des Affaires étrangères britannique et partisan d'une ligne dure à l'égard des États-Unis. Détail d'une huile sur toile de Richard Evans, vers 1825, National Portrait Gallery, Londres.

Bien que prometteurs, les efforts diplomatiques initiés par Madison pour obtenir le retrait du décret en conseil de 1807 furent rejetés par le ministre des Affaires étrangères britannique George Canning en avril 1809. En août de la même année, les relations avec Londres se détériorèrent avec le renvoi de l'ambassadeur britannique à Washington David Erskine au profit de Francis James Jackson, réputé moins conciliant. Madison était cependant hostile à l'idée d'une guerre avec le Royaume-Uni qui entraînerait logiquement une aggravation de la dette nationale et la levée d'impôts supplémentaires, ce à quoi il était idéologiquement opposé. Pour sa part, l'historien anglais Paul Langford estime que le rappel d'Erskine par le gouvernement britannique en 1809 fut une faute majeure :

« Ce fut Canning qui, de la manière la plus irresponsable qui soit et semble-t-il par pure aversion de tout ce qui était américain, rappela l'ambassadeur Erskine et fit échouer les négociations, un acte de folie des plus gratuits. En conséquence, la perspective d'un nouvel embarras pour Napoléon se transforma en la certitude d'un tracas beaucoup plus grave chez son adversaire. Même si le cabinet britannique se résigna finalement à de nécessaires concessions au sujet des décrets en conseil, répondant ainsi aux pressions exercées par les industriels dans le pays, son action fut trop tardive […] La perte des marchés d'Amérique du Nord aurait pu porter un coup fatal [à l'économie britannique]. À l'époque où les États-Unis ouvrirent les hostilités, le système continental [de Napoléon] était en train de se fissurer, diminuant en conséquence le risque de se retrouver dans une telle situation. Malgré cela, la guerre, quoique peu concluante sur le plan militaire, fut une source de préoccupation agaçante et coûteuse que les dirigeants britanniques ne firent pas grand-chose pour éviter. »

Furieux contre Jackson qui l'avait accusé de jouer double jeu avec Erskine, Madison fit radier le général du département d'État et le renvoya à Boston. Au début de l'année 1810, le président sollicita des crédits supplémentaires au Congrès pour augmenter les effectifs de l'armée de terre et de la marine en prévision de la guerre contre le Royaume-Uni. Les parlementaires adoptèrent par ailleurs une loi connue sous le nom de Macon's Bill Number 2 qui autorisait la reprise des échanges commerciaux avec la France et l'Angleterre ; une clause du texte stipulait cependant que l'embargo serait rétabli à destination d'un de ces deux pays sitôt que l'autre consentirait à mettre fin à ses attaques contre les navires américains. En tant que partisan du maintien de l'embargo, Madison était hostile à la Macon's Bill tout en mesurant pleinement l'intérêt de la clause spécifiant le rétablissement sous condition des restrictions commerciales. De son côté, Napoléon fut prompt à saisir l'occasion qui lui était offerte de séparer les Américains des Britanniques et il accepta de suspendre les attaques contre la navigation américaine en échange de mesures de rétorsion des États-Unis contre les pays qui n'agiraient pas de même. Madison souscrivit à la proposition française dans l'espoir que cela encouragerait les Britanniques à révoquer les décrets en conseil mais ces derniers demeurèrent inflexibles. En outre, en dépit des assurances offertes, les Français continuèrent de s'en prendre au commerce américain.

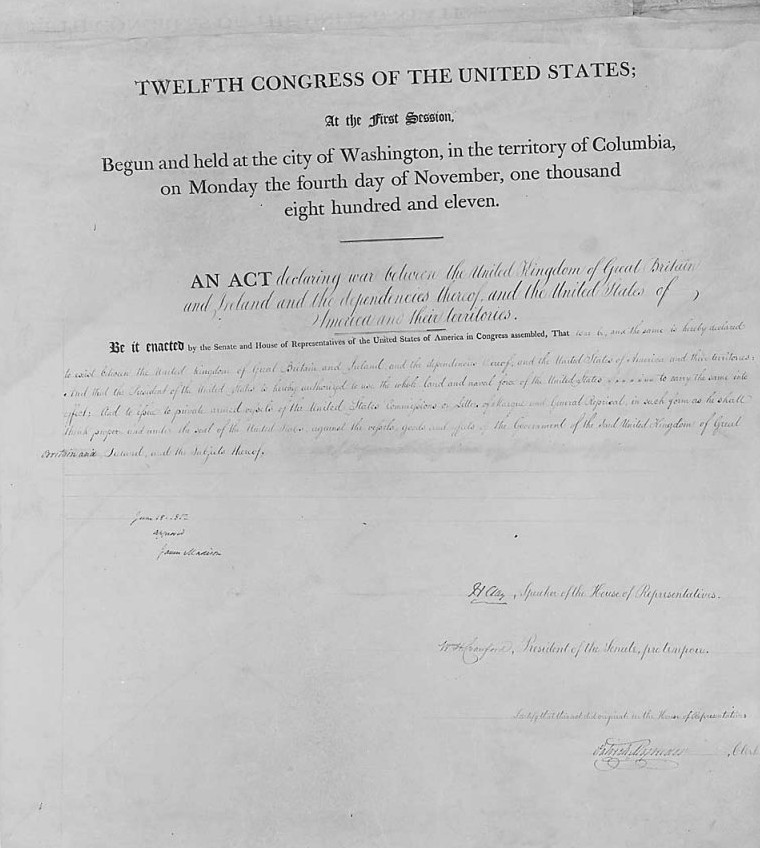
Texte de la déclaration de guerre par le Congrès des États-Unis.

Face à cette situation, Madison et l'opinion publique américaine considéraient qu'une guerre avec l'Angleterre était inévitable. Certains observateurs jugeaient possible pour les États-Unis de combattre à la fois le Royaume-Uni et la France mais les républicains-démocrates, dont Madison, estimaient que la responsabilité de Londres dans l'accroissement des tensions était bien plus grande. Beaucoup d'Américains en appelaient à une « deuxième guerre d'indépendance » afin de restaurer l'honneur et le prestige de la nation comme le montra, un peu plus tard dans l'année, l'élection d'un Congrès majoritairement favorable à la guerre dont les chefs de file étaient Henry Clay et John C. Calhoun. Compte tenu de la participation active de l'Angleterre aux guerres napoléoniennes, Madison et bon nombre de responsables politiques projetaient de s'emparer sans coup férir du Canada afin de s'en servir comme monnaie d'échange lors de tractations futures avec les Britanniques ou tout simplement en garder le contrôle. Le 1er juin 1812, Madison demanda au Congrès de déclarer officiellement la guerre au Royaume-Uni. Celle-ci fut approuvée en dépit de l'opposition des fédéralistes et des États du Nord-Est où l'économie avait, plus qu'ailleurs, pâti de l'embargo décrété sous la présidence de Jefferson,.
Le président exhorta aussitôt le Congrès à mettre le pays « dans une armure et une attitude à la hauteur de la crise » en légiférant sur l'augmentation des effectifs de l'armée, l'organisation de la milice, l'achèvement des travaux de l'académie militaire, le stockage des munitions et le renforcement de la marine. Les obstacles que Madison avait à surmonter étaient néanmoins immenses : un cabinet divisé, des républicains-démocrates tiraillés entre diverses factions et un Congrès ainsi que des gouverneurs souvent réticents à obéir aux injonctions de la Maison-Blanche ; sur le plan militaire, certains généraux étaient incompétents tandis que des unités de miliciens refusaient de se battre en dehors des frontières de leur État. En outre, l'effort de guerre était parfois mal accueilli dans certaines régions comme la Nouvelle-Angleterre, qui se livrait à une importante contrebande avec le Canada et ne voulut fournir ni argent ni hommes. La tournure des événements en Europe fut également défavorable aux Américains puisque l'invasion de la Russie par les troupes de Napoléon, déclenchée peu après l'entrée en guerre des États-Unis, se solda par un désastre qui plaça les Britanniques et leurs alliés en position de force. Au moment de s'engager dans le conflit, l'armée de terre américaine se composait pour l'essentiel de miliciens peu entraînés, du fait de la réduction drastique des effectifs opérée par Jefferson et Madison dans les années précédentes. Cette décision, combinée avec la fermeture de la Banque des États-Unis et la diminution des impôts, ne firent qu'aggraver l'état d'impréparation du pays au moment où celui-ci s'apprêtait à croiser le fer avec Londres.

### Déroulement des opérations

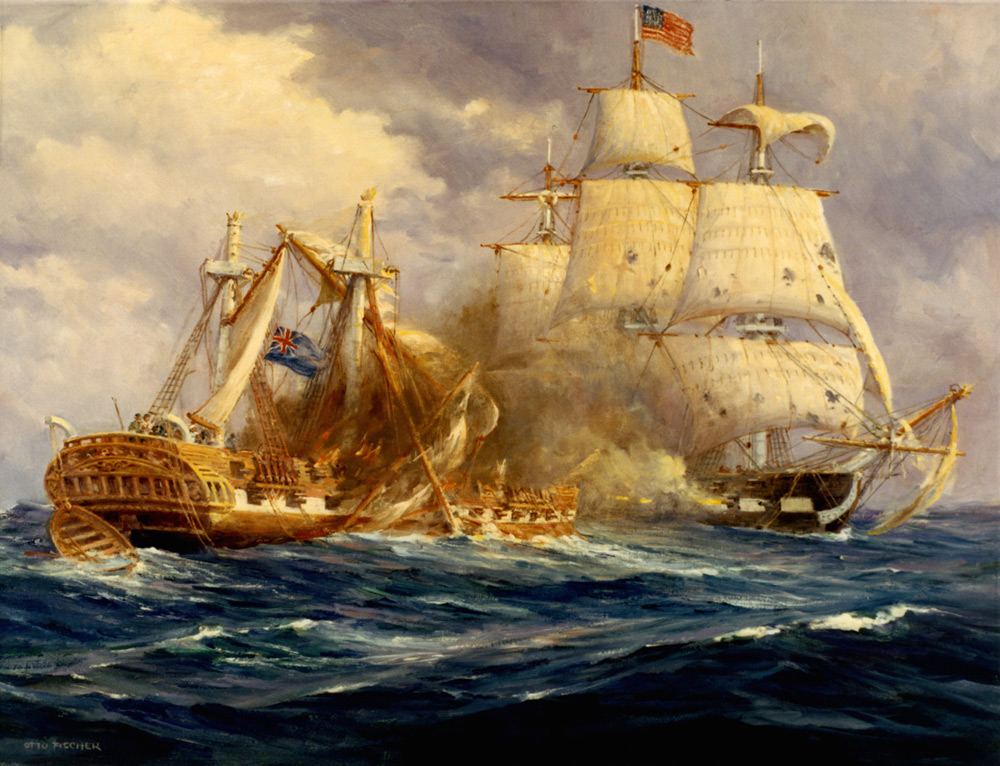
Victoire de la frégate américaine USS Constitution contre la frégate britannique, le 19 août 1812. Huile sur toile d'Anton Otto Fischer.

Madison avait imaginé que l'occupation du Canada par les forces américaines mettrait fin à la guerre en quelques mois mais ses attentes furent rapidement déçues. Dans le nord-est des États-Unis, les gouverneurs ne manifestèrent aucun empressement à coopérer et leurs milices ne furent pas engagées dans le conflit ou bien refusèrent de combattre hors de leurs États respectifs. Le haut commandement, aussi bien au ministère de la Guerre que sur le terrain, se révéla incompétent ou coupable de lâcheté, à l'exemple du général en poste à Détroit qui capitula face à une troupe britannique inférieure en nombre sans avoir tiré un seul coup de feu.
De son côté, le secrétaire au Trésor Gallatin informa le président que la guerre était presque impossible à financer du fait de la suppression de la banque nationale, de l'hostilité des puissants milieux d'affaires de la Nouvelle-Angleterre et de la nature même des recettes fédérales qui reposaient en grande partie sur la perception des droits de douane. Si le Congrès, largement dominé par les républicains-démocrates, était certes prêt à aller à l'encontre des principes du parti en autorisant le renforcement de l'armée, il ne consentit à la mise en place d'une taxation directe qu'en juin 1813. Faute de revenus suffisants, et en l'absence de toute aide de la part des banquiers de Nouvelle-Angleterre, l'administration Madison dut contracter des prêts à fort taux d'intérêt auprès des financiers de New York et de Philadelphie. L'invasion américaine du Canada, menée par le général Henry Dearborn, se solda par une défaite à la bataille de Stoney Creek. Pendant ce temps, les Britanniques armèrent les tribus indiennes d'Amérique, en particulier les tribus rassemblées sous l'égide du chef chaouanon Tecumseh, afin de menacer les positions de leurs adversaires dans le Nord-Ouest.

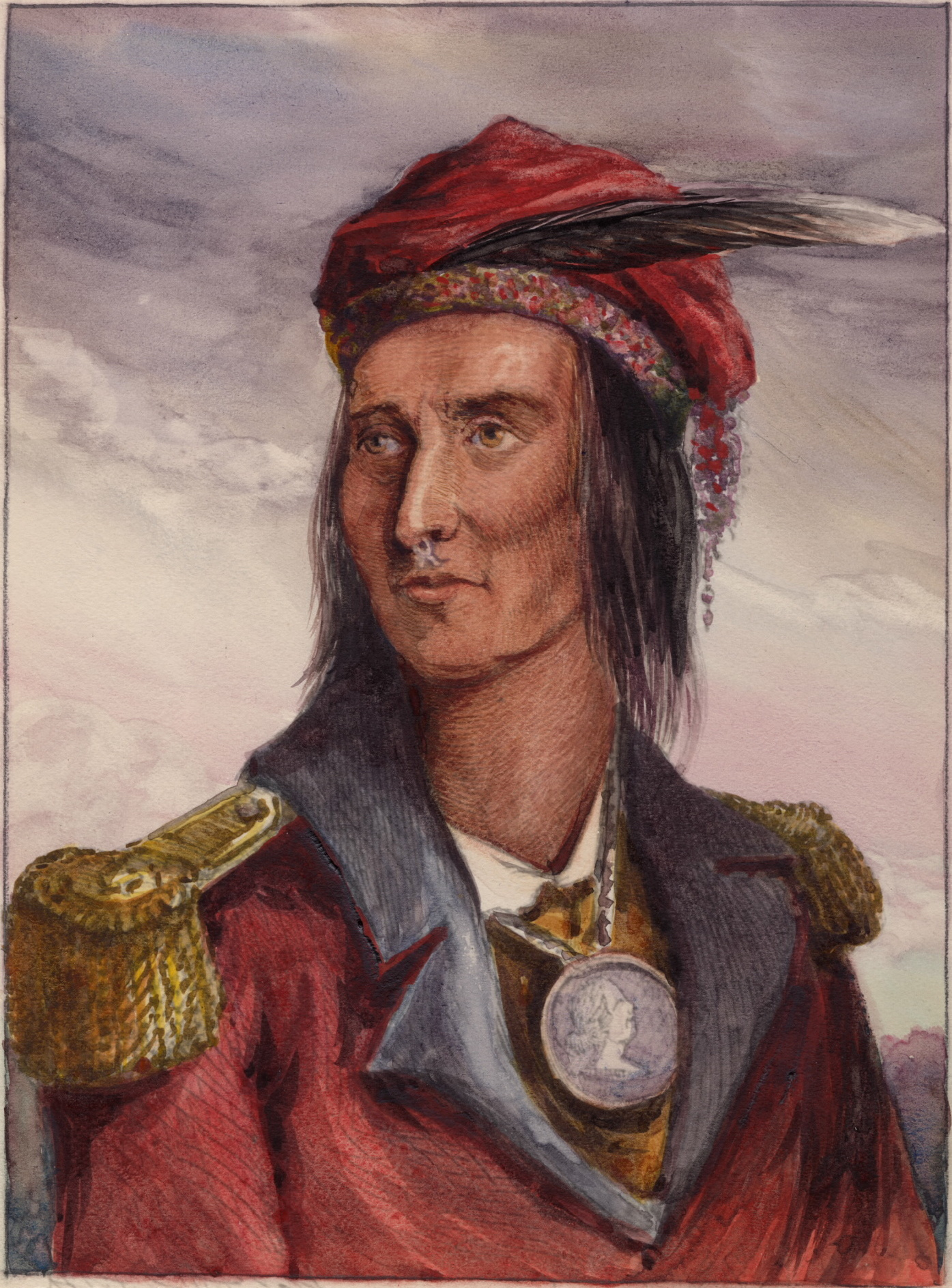
Le chef Tecumseh, tué lors de la bataille de la rivière Thames.

Après le commencement désastreux de la guerre de 1812, Madison accepta une proposition de médiation de la Russie et dépêcha Gallatin, John Quincy Adams et James Bayard en Europe pour conclure rapidement les hostilités. Cependant, alors que le président s'efforçait de trouver une issue diplomatique au conflit, les États-Unis remportèrent un certain nombre de victoires sur le terrain, notamment en mer. Le pays disposait alors de l'une des plus grandes flottes marchandes au monde, même si cette dernière avait été partiellement démantelée sous Jefferson et Madison. Sur autorisation de la Maison-Blanche, plusieurs de ces bateaux choisirent d'opérer comme corsaires et s'emparèrent au total de 1 800 navires britanniques. Dans le cadre de l'effort de guerre, un chantier naval fut également construit à Sackets Harbor, dans l'État de New York, où le travail de milliers d'ouvriers permit la construction de douze vaisseaux de guerre tandis qu'un treizième était en voie d'achèvement au moment de la signature de la paix.
En septembre 1813, l'escadre américaine sur le lac Érié défendit sa position avec succès et captura les unités de la Royal Navy qui lui étaient opposées, ce qui paralysa l'approvisionnement en hommes et en vivres des troupes britanniques sur le théâtre occidental de la guerre. Aux lendemains de cet affrontement, le 5 octobre, le général William Henry Harrison battit un détachement britannique appuyé par des guerriers amérindiens de la confédération de Tecumseh sur la rivière Thames. La mort de Tecumseh lors de cette bataille mit fin à la lutte armée des Amérindiens dans le Vieux Nord-Ouest. En mars 1814, le général Andrew Jackson réprima le soulèvement des Creeks, alliés aux Britanniques dans le Vieux Sud-Ouest, en remportant la bataille de Horseshoe Bend. En dépit de ces succès, toutes les tentatives américaines pour envahir le Canada furent repoussées et un contingent britannique s'empara de Fort Niagara avant d'incendier la ville américaine de Buffalo en décembre 1813. Au début de l'année 1814, Londres accepta l'ouverture de négociations de paix à Gand, en Belgique, tout en conditionnant la possibilité d'un accord à la création d'un État tampon indien dans le Vieux Nord-Ouest.

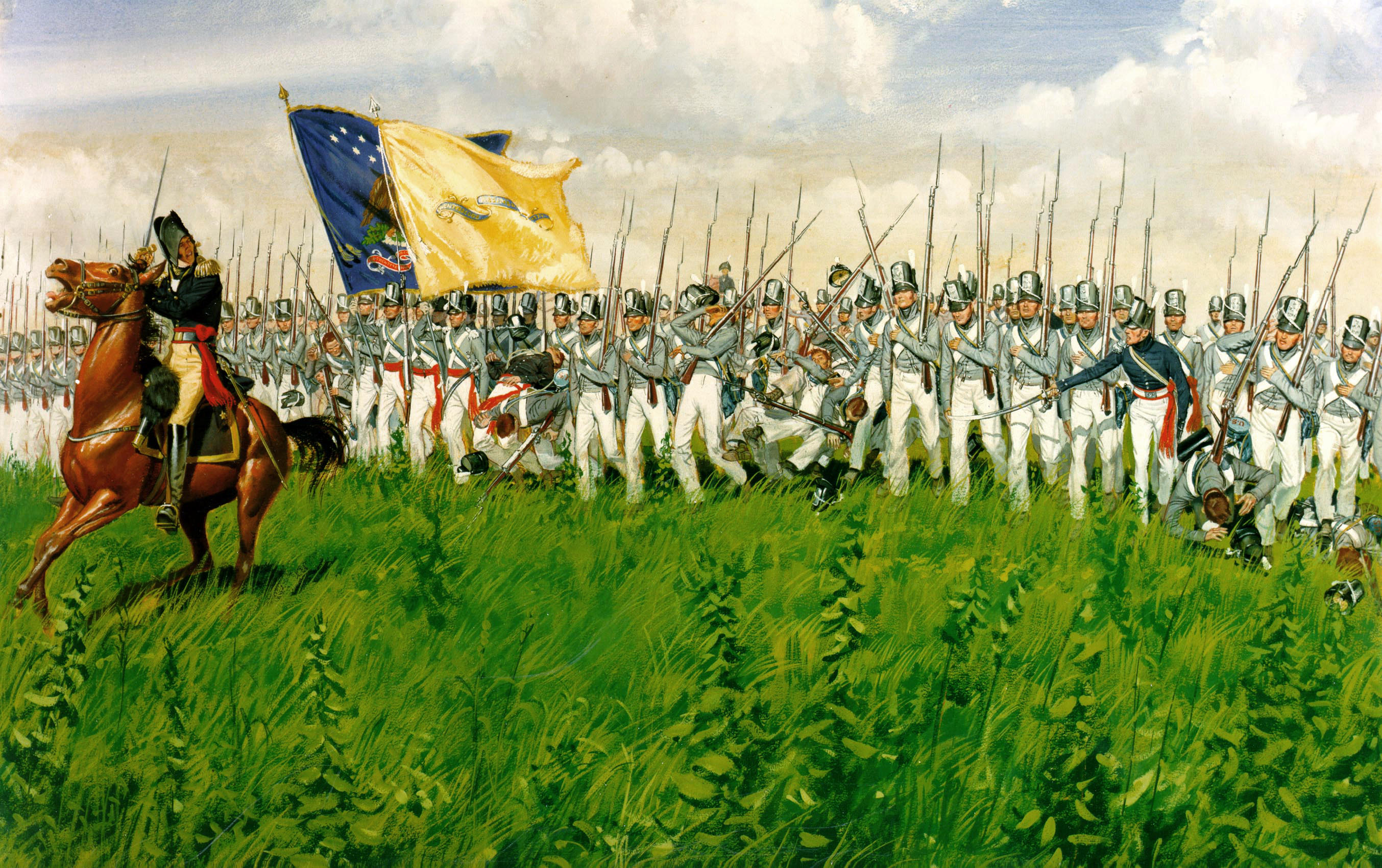
Les troupes américaines à la bataille de Chippawa, le 5 juillet 1814, par H. Charles McBarron Jr.

La chute de Paris en mars 1814 et l'abdication de Napoléon en avril précipitèrent l'envoi de troupes britanniques en Amérique du Nord. Sous la direction des généraux George Izard et Jacob Brown, les États-Unis déclenchèrent une nouvelle invasion du Canada à l'été 1814 mais, en dépit d'une victoire américaine à la bataille de Chippawa le 5 juillet, cette opération se solda comme les précédentes par un échec. Dans le même temps, les raids britanniques sur la côte atlantique s'intensifièrent. Le secrétaire à la Guerre Armstrong annula cependant les ordres du général William H. Winder qui tentait de rassembler une armée pour prévenir une possible offensive britannique sur Washington ou Baltimore. Celle-ci se produisit en août 1814 lorsque les « tuniques rouges » débarquèrent en force dans la baie de Chesapeake et s'approchèrent de la capitale fédérale le 24 de ce mois.

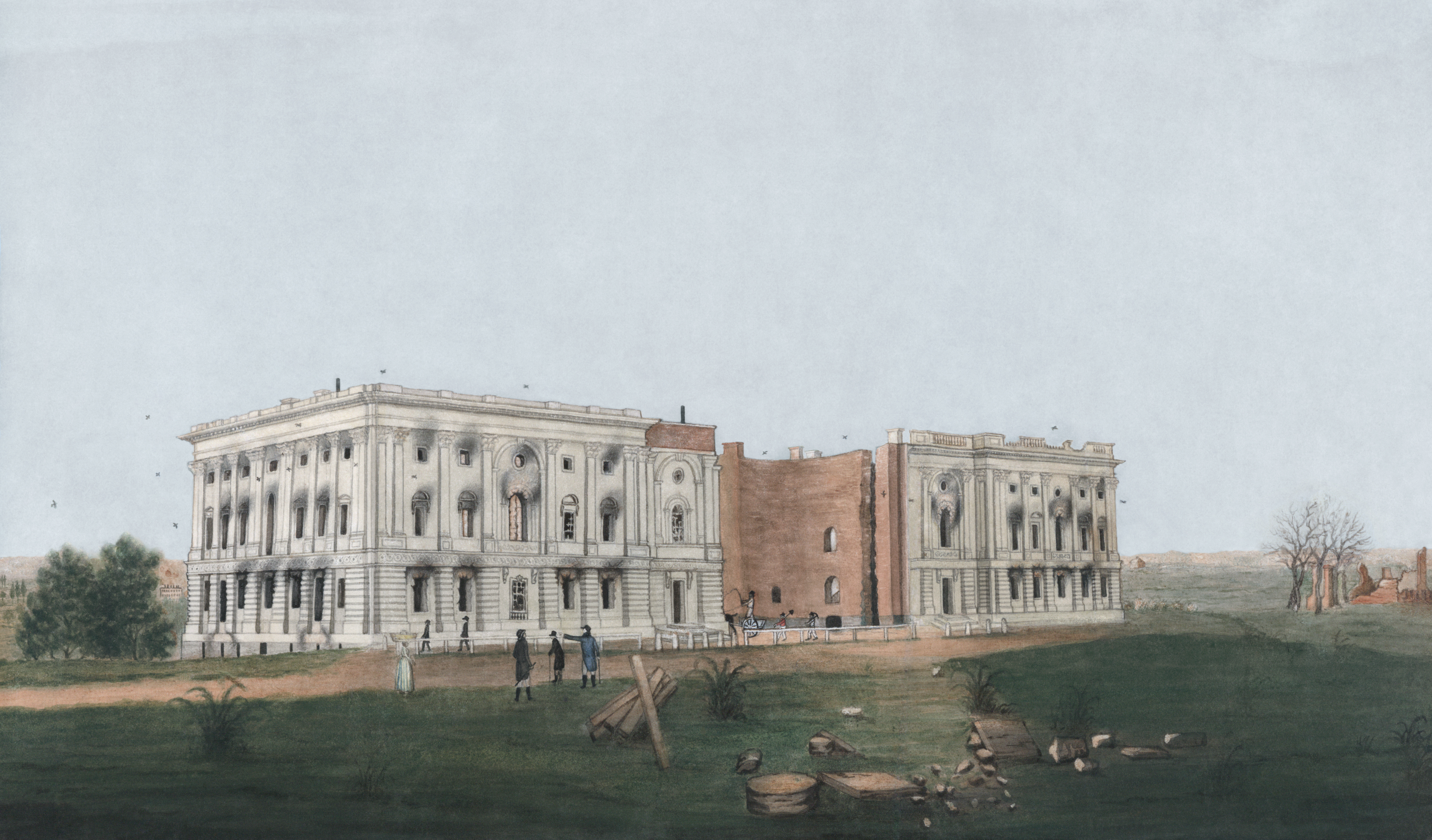
Le Capitole inachevé après son incendie par les Britanniques le 24 août 1814 (représentation contemporaine).

Un contingent américain fut mis en déroute à la bataille de Bladensburg, au cours de laquelle Madison dirigea en personne le feu de plusieurs unités d'artillerie ; ce fut l'unique fois dans l'histoire américaine qu'un président en exercice fût amené à commander des troupes sur un champ de bataille, même si l'action de Madison en la circonstance ne fut pas très brillante et n'empêcha nullement la défaite. À la suite de ce succès, les forces britanniques occupèrent Washington et incendièrent les bâtiments fédéraux de la ville. Dolley Madison, l'épouse du président, se dévoua pour sauver des objets et des documents de valeur entreposés à la Maison-Blanche peu avant que les Britanniques ne brûlent l'édifice. L'armée britannique fit ensuite route vers Baltimore mais l'échec de la Royal Navy sous Fort McHenry en septembre entraîna la suspension des opérations dans ce secteur. Madison rentra à Washington avant la fin du mois d'août et le gros des troupes anglaises quitta la région dans les jours suivants. Toujours en septembre, une invasion britannique lancée à partir du Canada fut repoussée par les Américains à la bataille de Plattsburgh, ce qui mit fin aux espoirs de Londres de s'emparer de New York.

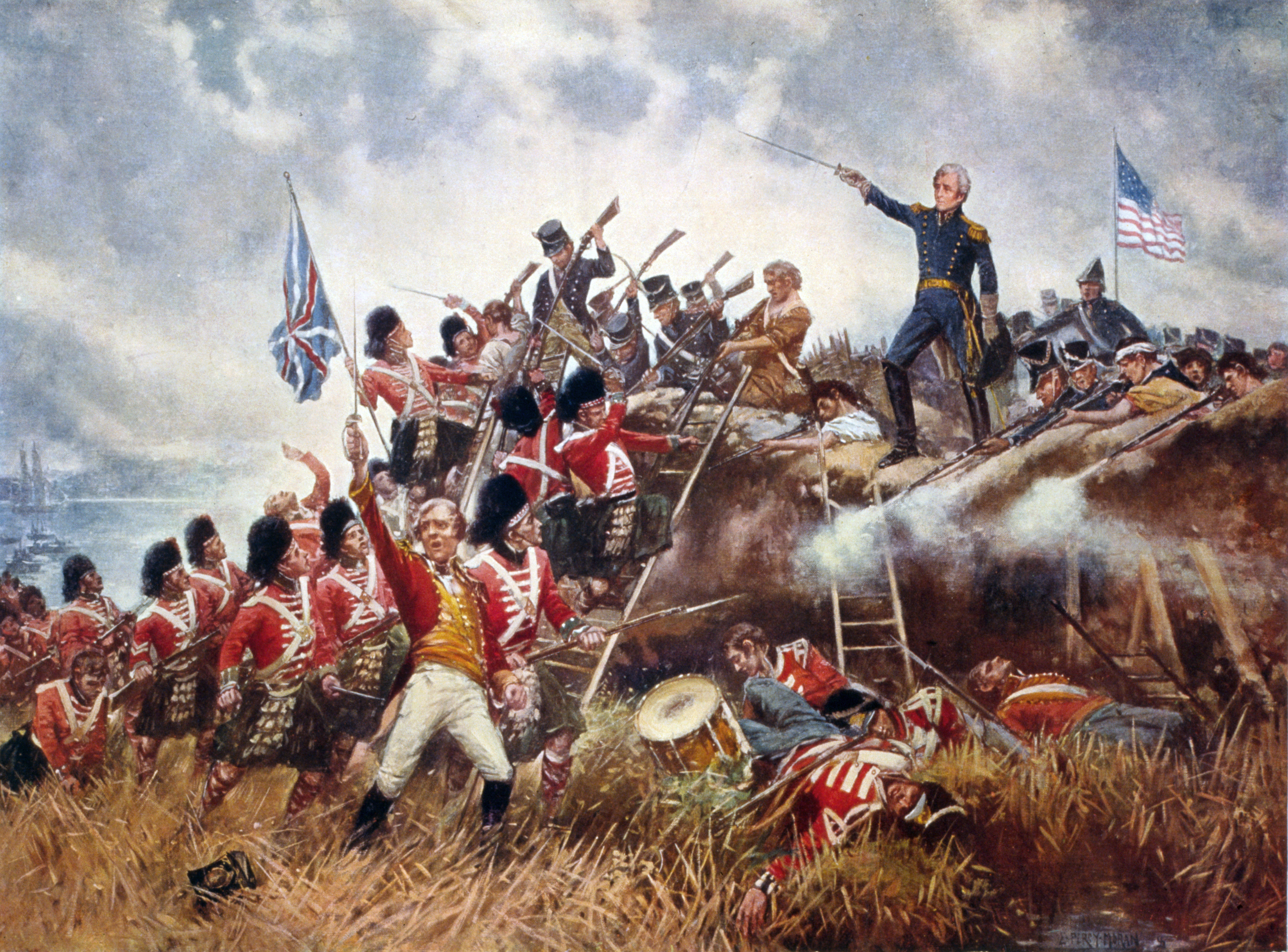
Les troupes du général Jackson repoussant l'assaut des forces britanniques lors de la bataille de La Nouvelle-Orléans (tableau d'Edward Percy Moran, 1910).

Anticipant une attaque britannique contre La Nouvelle-Orléans, le nouveau secrétaire à la Guerre James Monroe ordonna au général Jackson de mettre la ville en état de défense. Au Royaume-Uni, l'opinion publique était de plus en plus hostile à la guerre et les dirigeants britanniques se mirent à étudier les moyens d'extraire rapidement leur pays du conflit. La bataille de La Nouvelle-Orléans, qui se déroula le 8 janvier 1815, se solda par une victoire décisive des troupes de Jackson. Environ un mois plus tard, Madison apprit que les diplomates qu'il avait dépêchés en Europe avaient négocié avec les autorités britanniques le traité de Gand, qui mettait fin aux hostilités sans concessions majeures de la part de l'un ou l'autre camp et prévoyait la mise en place de commissions destinées à régler les différends frontaliers anglo-américains. Madison transmit promptement le traité au Sénat qui le ratifia le 16 février.
Pour la plupart des Américains, la succession rapide des événements à la fin de la guerre — incendie de la capitale, bataille de la Nouvelle-Orléans et traité de Gand — donnait l'impression que la bravoure dont avaient fait preuve les soldats de Jackson à La Nouvelle-Orléans avait contraint les Britanniques à demander la paix. Cette appréciation, bien qu'inexacte, contribua fortement au climat euphorique de la décennie d'après-guerre et explique l'importance accordée par les Américains à ce conflit, dont l'issue ne fut pourtant guère concluante sur le plan stratégique. La popularité de Madison s'accrut fortement à la signature de la paix, qui fut perçue par la population comme le signe que les États-Unis s'étaient enfin imposés en tant que puissance mondiale. Avec la défaite de Napoléon à la bataille de Waterloo en juin 1815, les guerres napoléoniennes prirent fin et les négociations entre Washington et Londres au sujet de la démilitarisation des Grands Lacs aboutirent à la signature du traité Rush-Bagot peu après la fin de la présidence de Madison.

## Après-guerre

### Effondrement du Parti fédéraliste
En 1809, le Parti fédéraliste était — à l'exception de quelques bastions — en fâcheuse posture et beaucoup de ses membres autrefois influents, parmi lesquels l'ambassadeur John Quincy Adams, avaient rejoint les rangs du Parti républicain-démocrate. Le poids des fédéralistes sur la scène nationale continua de décliner sous la présidence de Madison. Du fait de la très grande impopularité de la guerre de 1812 en Nouvelle-Angleterre, les délégués des six États composant cette région se réunirent en décembre 1814 à la convention de Hartford pour débattre de leurs griefs. Certains participants étaient favorables à la sécession mais la plupart d'entre eux n'étaient pas disposés à une rupture aussi radicale. La convention déboucha finalement sur l'envoi d'une délégation, dirigée par Harrison Gray Otis, à Washington, D.C., afin de réclamer divers amendements à la Constitution. Ces revendications furent toutefois éclipsées par l'annonce de la victoire de La Nouvelle-Orléans et de la signature du traité de Gand, si bien que la délégation de Hartford fut à peine prise en considération par le Congrès. Madison, qui avait redouté un soulèvement en bonne et due forme à l'issue de la convention, fut soulagé par le dénouement de cette dernière, qui avait abouti à des exigences limitées et de surcroît inapplicables. Alors que les Américains célébraient la fin du conflit, assimilé à une « deuxième guerre d'indépendance » victorieuse contre l'Angleterre, la convention de Hartford, composée en majorité de fédéralistes, fut un handicap de taille pour ce parti, qui disparut ensuite presque complètement du champ politique national même si son influence persista à l'échelle locale jusque dans les années 1820.

### Politique économique
Le 14e Congrès commença ses travaux en décembre 1815, alors que les hostilités avec l'Angleterre étaient terminées depuis plusieurs mois. Prenant acte des difficultés du financement de l'effort de guerre et de la nécessité d'une institution capable de réguler la monnaie, Madison proposa le rétablissement d'une banque nationale. Il s'exprima également en faveur d'une augmentation des dépenses consacrées à l'armée et à la marine ainsi que de la mise en place d'un tarif douanier destiné à protéger les marchandises américaines de la concurrence étrangère. Madison pensait que les infrastructures telles que les routes ou les canaux contribuaient à la prospérité économique ainsi qu'à l'unification du territoire américain et il réclama le vote d'un amendement constitutionnel qui autoriserait explicitement le gouvernement fédéral à financer une politique de travaux publics. Ces initiatives, qui constituaient un changement de cap majeur pour le président républicain-démocrate, furent combattues par les constructionnistes stricts ; John Randolph, leur chef de file, déclara ainsi que les propositions de Madison, en ce qu'elles renforçaient le pouvoir fédéral, « étaient plus hamiltoniennes qu'Alexander Hamilton ». Le projet de révision du tarif douanier fut cependant soutenu par l'ancien président Thomas Jefferson qui affirma : « nous devons maintenant placer le fabricant aux côtés de l'agronome ».
En réponse aux ambitions de la Maison-Blanche, le Congrès supervisa l'adoption de nombreuses lois, dans ce qui fut à l'époque l'une des sessions les plus productives de son histoire. Madison obtint facilement gain de cause au sujet des droits de douane avec l'entrée en vigueur du tarif de 1816, qui imposait une taxation élevée sur tous les biens qui étaient déjà fabriqués par les États-Unis en nombre suffisant pour répondre à la demande intérieure ; les taux devaient cependant être abaissés à environ 20 % après une période de trois ans. Le représentant John C. Calhoun déclara à ce propos que le nouveau tarif favoriserait le développement d'une économie diversifiée et autosuffisante. La renaissance d'une banque nationale — en l'occurrence la Deuxième banque des États-Unis — était en revanche loin de faire l'unanimité mais les parlementaires adoptèrent tout de même une loi qui accordait à la banque une charte sur 25 ans. En vertu de ce texte, le gouvernement fédéral était pourvoyeur pour un cinquième du capital de la banque dont il pouvait nommer un quart des membres du conseil d'administration. Certains représentants de l'aile conservatrice du Parti républicain-démocrate (les Tertium Quids), comme Nathaniel Macon, dénoncèrent le caractère anticonstitutionnel de la banque nationale mais Madison rétorqua que l'activité antérieure de la Première banque des États-Unis avait définitivement réglé cette question.
Madison autorisa le financement, aux frais du gouvernement, de la Cumberland Road qui devait relier les territoires occidentaux au reste du pays. Le tracé de la route, depuis Baltimore jusqu'à Saint-Louis, avait été approuvé par le Congrès dans l'objectif d'encourager la colonisation des terres anciennement occupées par les tribus de la Confédération de Tecumseh. Le dernier acte de Madison avant de quitter ses fonctions fut de mettre son veto au Bonus Bill de 1817, qui devait allouer davantage d'argent pour la construction de routes, de ponts et de canaux ; en agissant de la sorte, le président fit valoir que la possibilité pour le gouvernement de procéder à des investissements au nom de l'intérêt national n'autorisait pas pour autant le financement systématique des infrastructures par le gouvernement fédéral.
Pendant que Madison présidait à la mise en œuvre d'une nouvelle législation, le secrétaire au Trésor Alexander J. Dallas réorganisa le département du Trésor, dégagea un excédent budgétaire et rétablit une circulation monétaire adossée à l'or et l'argent. En 1816, les pensions furent étendues aux orphelins et aux veuves de la guerre de 1812 pour une période de cinq ans, à un taux équivalent à la moitié de la solde.

### Seconde guerre barbaresque
Durant la guerre de 1812, les États barbaresques multiplièrent les attaques contre les navires américains. Bien qu'officiellement vassaux de l'Empire ottoman, ces États agissaient en réalité de façon autonome et exigeaient un tribut des pays qui faisaient du commerce en mer Méditerranée. La signature de la paix avec le Royaume-Uni permit toutefois aux États-Unis de déployer leur marine, désormais considérablement agrandie, contre les Barbaresques. Le Congrès déclara la guerre à la régence d'Alger en mars 1815 et dépêcha dans les eaux méditerranéennes une force de 17 navires, la plus importante flotte américaine jamais rassemblée à cette époque. Après plusieurs défaites, Alger fut contrainte de signer un traité par lequel elle acceptait de libérer ses prisonniers et renonçait à la politique de perception des tributs. Les régences de Tunis et de Tripoli conclurent peu après des traités similaires avec le gouvernement américain.

### Politique indienne
Madison avait une attitude paternaliste envers les Amérindiens, qu'il souhaitait encourager à abandonner la chasse pour devenir des fermiers. En 1809, il déclara que le devoir du gouvernement fédéral était de faire en sorte que les populations amérindiennes participent aux « progrès dont l'esprit et les mœurs humaines sont susceptibles dans un état civilisé ». En tant que président, Madison rencontra souvent les représentants des nations autochtones du Sud-Est et de l'Ouest, y compris les Creeks et les Osages. Après sa victoire à la bataille de Horseshoe Bend en 1814, le général Andrew Jackson obligea les Creeks vaincus à signer le traité de Fort Jackson, qui forçait les Creeks et les Cherokees ― lesquels avaient pourtant combattu aux côtés de Jackson ― à renoncer au contrôle de 22 millions d'acres de terres en Alabama et en Géorgie. Dans un premier temps, Madison avait accepté de restituer ces terres aux Amérindiens lors du traité de Gand, mais il se ravisa devant les réticences de Jackson. Les Britanniques abandonnèrent leurs anciens alliés et les États-Unis affermirent le contrôle de leurs frontières au sud-ouest et au nord-ouest.

### Autres événements et réformes intérieures
En mai 1810, le Congrès vota un amendement à la Constitution des États-Unis en vertu duquel la citoyenneté américaine serait retiré à tout citoyen ayant accepté un titre de noblesse d'un pays étranger. L'amendement en question, communément désigné sous le nom d'« amendement sur les titres de noblesse », fut ensuite soumis aux législatures étatiques pour ratification, mais il ne put rassembler le nombre de signatures d'États nécessaire et n'est, à ce jour, toujours pas entré en vigueur.
En outre, deux nouveaux États furent admis au sein de l'Union sous la présidence de Madison : la Louisiane le 15 avril 1812 et l'Indiana le 19 avril 1816.

## Élections

### Élection présidentielle de 1812

Résultats de l'élection présidentielle américaine de 1812.

Le caucus républicain-démocrate réuni en mai 1812 n'attira que peu de monde et Madison obtint sans difficulté l'investiture de son parti. Une faction dissidente de républicains-démocrates new-yorkais jeta toutefois son dévolu sur DeWitt Clinton, lieutenant-gouverneur de New York et neveu du vice-président George Clinton, récemment décédé, pour s'opposer à Madison lors de l'élection présidentielle de 1812. Le but de cette faction était de chasser Madison du pouvoir grâce à une coalition hétéroclite de républicains-démocrates hostiles à l'entrée en guerre des États-Unis, de membres du parti présidentiel qui reprochaient au contraire à Madison son manque de bellicisme, de nordistes lassés de la succession de présidents sudistes à la Maison-Blanche (la « dynastie de Virginie ») et enfin de citoyens de la Nouvelle-Angleterre qui vouaient Madison aux gémonies et étaient prêts à le remplacer par n'importe qui pourvu qu'il s'en aille. Les fédéralistes, qui savaient leur parti trop faible pour contrer Madison, discutèrent également d'une stratégie d'alliance avec les partisans de Clinton, ce qui ne fut pas sans poser un certain nombre de problèmes. À l'issue des débats, la désignation de Clinton comme candidat fut cependant confirmée tandis que Jared Ingersoll, un avocat de Philadelphie, fut choisi pour briguer la vice-présidence.
Afin d'accroître ses chances dans le Nord-Est, où la guerre était impopulaire, Madison choisit le gouverneur Elbridge Gerry du Massachusetts en tant que colistier. En dépit des efforts de Clinton et des fédéralistes, Madison fut réélu mais avec une marge plus réduite qu'en 1808 avec 128 votes de grands électeurs contre 89 pour Clinton. Ce dernier réalisa ses meilleurs scores dans les États nordistes même si la victoire de Madison en Pennsylvanie permit aux républicains-démocrates de l'emporter. Après ce scrutin, le Parti fédéraliste, affaibli par son opposition à la guerre, ne regagna jamais son influence d'antan et poursuivit son déclin sur la scène nationale.

### Élection présidentielle de 1816
Dans le cadre de l'élection présidentielle de 1816, Madison et Jefferson favorisèrent tous deux la candidature d'un autre Virginien, le secrétaire d'État James Monroe. Avec le soutien du président sortant et de son prédécesseur, Monroe s'imposa face au secrétaire à la Guerre William H. Crawford lors du caucus républicain-démocrate au Congrès et désigna le gouverneur de New York Daniel D. Tompkins en tant que colistier. Le Parti fédéraliste, quoique moribond, présenta Rufus King qui fut largement défait par Monroe au scrutin général. Lors des élections législatives qui se déroulèrent la même année, plusieurs dizaines de députés des deux partis au Congrès perdirent leur siège en raison du mécontentement des électeurs au sujet d'une loi qui augmentait la rémunération des parlementaires.

## Postérité

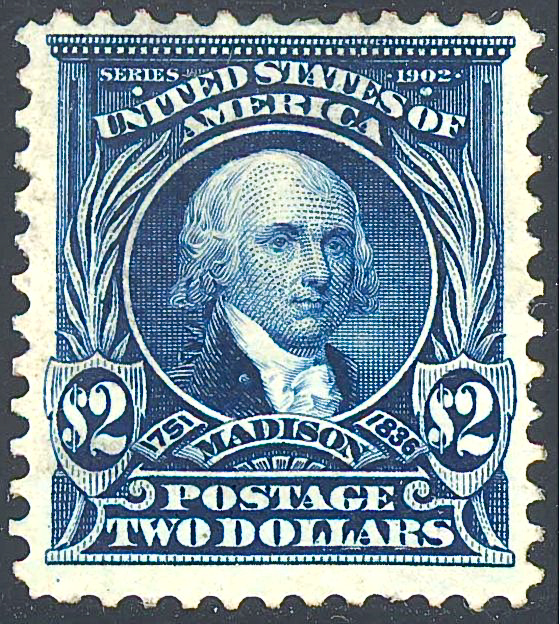
Timbre de 1903 à l'effigie de Madison.

En dépit du sentiment de victoire qui prévalait à la fin de la guerre de 1812 et de la forte popularité du président à la fin de son mandat, les historiens sont très critiques de la présidence de Madison. Tandis que les éloges formulés à son égard concernent le plus souvent ses réalisations antérieures à 1800, les jugements portés sur sa gestion du conflit avec le Royaume-Uni sont sévères. En 1968, Henry Steele Commager et Richard B. Morris écrivirent que les spécialistes considéraient généralement Madison comme un « président incapable » qui « géra maladroitement une guerre inutile ». Lee Kennett, qui voit en Madison « un chef faible et indécis » prompt à déléguer au Congrès de nombreuses prérogatives liées à sa fonction, porte également un jugement critique sur sa conduite de la guerre de 1812 : 

« Comme chef de guerre, le président Madison devait connaître surtout des défaites et des déceptions dont il fut, pour certaines, le responsable. Il nomma des généraux aux méthodes dépassées ou sans talent à la tête de troupes hâtivement levées et approuva des plans de campagne trop ambitieux et trop compliqués. »

Gordon S. Wood le complimente cependant pour sa fermeté dans la conduite des opérations et sa volonté de ne pas accroître le pouvoir présidentiel, citant sur ce point le témoignage d'un contemporain pour qui la guerre fut menée « sans un seul procès pour trahison, ni même une seule poursuite pour diffamation ». Garry Wills identifie de son côté quatre éléments fondamentaux démontrant, selon lui, l'inaptitude de Madison en tant que chef de guerre : le dénuement total du renseignement, la persistance d'une structure de commandement confuse, la sélection des hauts responsables militaires et civils sur des critères politiques au détriment de la compétence et le choix de favoriser l'emploi de la milice plutôt que l'entretien d'une armée régulière permanente,.
Dans le domaine politique, Marshall Smelser soutient que Madison ne parvint pas, dans la pratique, à s'opposer à l'accaparement par le Congrès de pouvoirs jusque-là détenus par le président. La sélection du futur candidat à la présidence fut entièrement dévolue au caucus du Parti républicain-démocrate, la Maison-Blanche étant tenue à l'écart des tractations. Dans le même temps, les caucus du Congrès, les commissions permanentes et le président de la Chambre des représentants acquirent la capacité, entre autres nouvelles attributions, de bloquer certaines nominations, comme Madison en fit l'expérience avec le refus des sénateurs de confirmer celle de Gallatin au poste de secrétaire d'État. Smelser en conclut que « la présidence était plus faible en 1815 qu'à toute autre époque antérieure. Le Congrès élaborait la politique et, dans une certaine mesure, influençait les détails administratifs ». 
Pour les historiens André Kaspi et Hélène Harter, Madison sortit « affaibli » de la guerre de 1812 et ne fut pas aussi influent que son prédécesseur Jefferson en restant très dépendant du parti qui l'avait porté au pouvoir ; l'étroitesse de sa marge de manœuvre, aussi bien en politique intérieure que dans les relations extérieures, et son manque de supervision des opérations militaires débouchèrent sur une réaffirmation des prérogatives du Congrès. Georges Ayache affirme pour sa part que « Madison s'imposerait davantage dans la mémoire collective américaine par une œuvre législative et constitutionnelle tout à fait décisive que par son action de président ». Résumant les appréciations émises sur Madison, Skidmore écrit :

« Il commit des fautes, s'en remit excessivement au Congrès et entraîna délibérément les États-Unis dans une guerre qui aurait pu être désastreuse — et qui, en définitive, le fut dans la mesure où elle déboucha sur la destruction du capitole national. Certaines de ses initiatives reflétaient une vision incompatible avec le développement continu de l'État-nation moderne. Néanmoins, d'autres de ses actions renforcèrent le système constitutionnel. En outre, il prépara le pays — peut-être inconsciemment — à entrer dans le nouveau siècle et, à bien des égards, se conduisit d'une manière qui pourrait servir de modèle aux présidents jusqu'à aujourd'hui… On pourrait, en ne se focalisant que sur le travail accompli, en déduire que la présidence de Madison fut « grande » ; ou bien, en considérant uniquement ses échecs en tant que dirigeant, en conclure qu'elle fut faible et maladroite. »

En dépit de ces controverses, Madison est généralement évalué par les historiens et les politologues comme un président supérieur à la moyenne. Dans un sondage mené en 2018 au sein de l’American Political Science Association, il figurait ainsi la 12e place du classement des présidents américains. Une enquête réalisée par la chaîne de télévision C-SPAN en 2017 le classa quant à elle en 17e position. Un sondage effectué auprès d'un panel d'historiens en 2006 présentait cependant la décision de Madison d'engager son pays dans la guerre de 1812 comme la sixième pire erreur commise par un président en exercice.